# Museo archeologico comunale di Camaiore
Il Museo archeologico comunale di Camaiore  ha sede in palazzo Tori-Massoni in piazza Francigena.

## Percorso espositivo
Dotato di più sezioni, ha un percorso espositivo che si snoda da una sezione preistorica, con reperti delle epoche paleolitica, neolitica e eneolitica (provenienti dalla Grotta dell'Onda, la Buca del Tasso a Metato e la Buca del Corno a Lucese), a una etrusco-ligure e una romana. Quest'ultima espone sepolture litiche a cassetta (III-II secolo a.C.) e materiali rinvenuti nello scavo di Acquarella a Capezzano Pianore, relativi a un insediamento rurale del II-V secolo, con tracce di preesistenze etrusche.
La sezione altomedievale ha esempi di maiolica arcaica e ceramica, per lo più provenienti dai castelli della zona.